# Verlag Es werde Licht
Der Verlag „Es werde Licht“ war ein Buchverlag in Berlin von 1919 bis 1927.

## Geschichte
Bereits 1913 hatte es bereits kurzzeitig einen Verlag Es werde Licht in Berlin gegeben. Am 1. Januar 1919 gründete Alfred Metzner den Verlag „Es werde Licht“ G.m.b.H. in Berlin SW 68 (Kreuzberg) in der Markgrafenstraße 77. Er war zu dieser Zeit Mitarbeiter im Verlag Dr. Eysler & Co., der sich im selben Haus befand, und hatte 1909 bereits kurz einen eigenen Verlag gehabt. 1924 übergab er die Leitung an Hans Leonhard Hammerbacher, der auch bei Dr. Eysler arbeitete und schon Miteigentümer gewesen war. 1927 wurde der Verlag letztmals im Adressbuch des Berliner Buchhandels genannt.

## Publikationen (Auswahl)
Der Verlag „Es werde Licht“ verlegte vor allem Unterhaltungsliteratur, darunter einige Bestseller, sowie Schriften, die sich auf die Entwicklung nach dem Ersten Weltkrieg bezogen.
- Die Gottesgeißel. Aus den Tagebüchern eines Spezialarztes, 1919
- W. L. Andree: Wetterleuchten. Ein Bergarbeiter-Schicksal, 1919
- Mieze Biedenbachs Erlebnisse. Erinnerungen einer Kellnerin[4], Berlin : Fontane, 1905. 1919, 61. – 71. Tausend 1922; Neudruck 2014
- Die Heirat der Mieze Biedenbach. Was die Kellnerin weiter erlebte, 1921
- E. Schulz-Langerberg: Auswanderung. Ausbeutung und Schutz der deutschen Auswanderer. Nationaler Wiederaufbau. Ein Mahnruf an das deutsche Volk, 1921
- Margarete Böhme: Tagebuch einer Verlorenen. Von einer Toten, 1922; Erstdruck 1905, eines der meistverkauften Bücher der 1920er Jahre
- M. Gontard-Schuck: Die Vogelfreien, 1924
- F. W. Conradi [= Friedrich Wilhelm Horster]: Das Universum der Magie. Abteilung Schulgriffe und Kunststücke mit Ringen und Tüchern, 1924, 96 S. mit 208 Abb. Titelblatt
- F. W. Conradi: Das Universum der Magie mit einer vollständigen Schule der Zauberkunst. Abteilung Münzen, Fingerhüte, Handsachen, Zauberstäbe, Bühnen- und Salonkunststücke, Schattenspiele, Illusionen u.s.w., ohne Jahr
- F. W. Conradi: Illusionen, Salon-Magie, Kartenkunst. Abteilung: Schulgriffe und Kunststücke mit Karten, Uhren, Zigarren, Zigaretten und Illusionen, ohne Jahr